# قتال الشارع

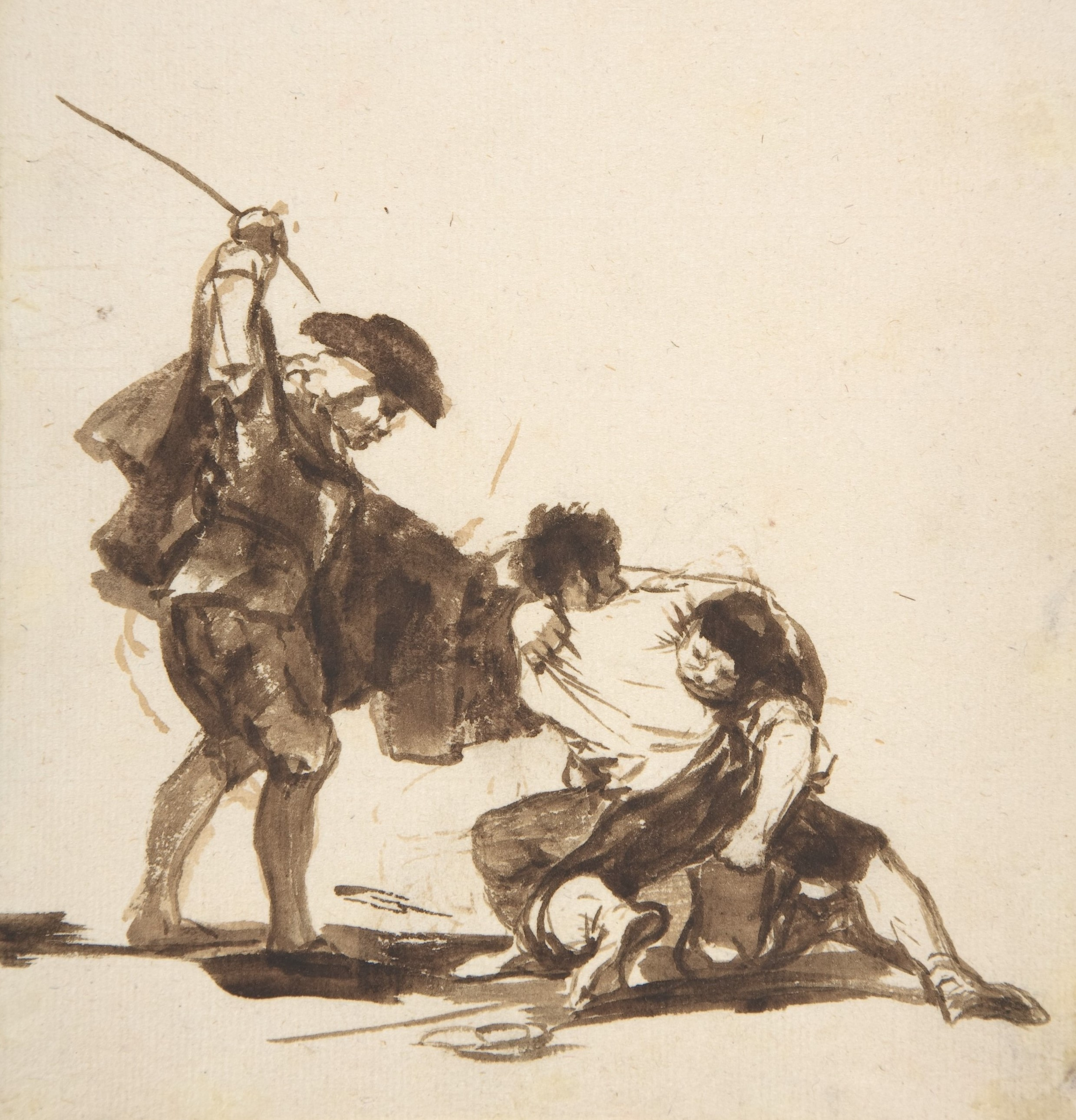
عمل لغويا «رجل يتدخل في قتال شوارع» (1812 – 20)

قتال الشارع هو قتال بالأيدي في الأماكن العامة بين أفراد أو مجموعات من الناس. على عكس القتال الرياضي قد يتضمن قتال الشوارع أسلحة وخصوم متعددين ولا توجد قواعد. عادة ما يكون المكان مكانًا عامًا (مثل شارع) وينتج عن القتال أحيانًا إصابة خطيرة أو حتى الموت أحيانًا. قد تكون بعض معارك الشوارع مرتبطة بالعصابات.
الفرق الرئيسي بين قتال الشوارع وحالة الدفاع عن النفس هو أن قتال الشوارع يمكن تجنبه، في حين أن حالة الدفاع عن النفس ليست كذلك. الفرق الرئيسي الآخر هو أن القتال يتم بالتراضي بين الطرفين. قد يتضمن الموقف النموذجي رجلين يتجادلان في حانة ثم يقترح أحدهما الخروج حيث تبدأ المعركة. وبالتالي فمن الممكن في كثير من الأحيان تجنب القتال من خلال التراجع، بينما في حالة الدفاع عن النفس يحاول الشخص بنشاط الهروب من الموقف باستخدام القوة إذا لزم الأمر لضمان سلامته.
في بعض مجتمعات الفنون القتالية غالبًا ما يُعتبر قتال الشوارع والدفاع عن النفس مترادفين.

## قتال الحانة
قتال البار الذي يُعرف أحيانًا باسم مشاجرة الحانة، وهو نوع من قتال الشوارع الذي يحدث في البارات والحانات.